# Col d’Ares
Der seit 1964 asphaltierte, aber wenig befahrene Col d’Ares [kɔl daʁ], auf Katalanisch Coll d’Ares, ist mit 1513 Metern über dem Meeresspiegel einer der kleineren Straßenpässe der französischen Pyrenäen.

## Geographie
Der Col d’Ares liegt im Département Pyrénées-Orientales und verbindet die Orte Prats-de-Mollo in Frankreich mit Molló in Spanien; gleichzeitig bildet er die Wasserscheide zwischen den beiden Küstenflüssen Tech und Ter. Seit alters her werden die umliegenden Weiden im Sommer zur Nutztierhaltung verwendet.

## Geschichte
Im Jahr 1691, während des Neunjährigen Krieges, überquerten spanische Truppen den Col d’Ares und belagerten – letztlich erfolglos – das mauerumgebene Städtchen Prats-de-Mollo. In den Revolutionsjahren 1793/94 wurde der strategisch wichtige Bergort von spanischen Einheiten besetzt. Im Januar 1939 flüchteten etwa 450.000 republikanisch gesinnte Katalanen vor der siegreichen Armee General Francos über den Col d’Ares nach Frankreich (La Retirada); daraufhin wurde der Pass am 13. Februar geschlossen.